# 1769 na literatura

## Eventos
- 5 de Abril - Decreto português que atribui a censura dos livros, retirada à Inquisição, à competência da Real Mesa Censória.
- Johann Gottfried von Herder - Kritische Wälder.

## Nascimentos
| Data          | Nome            | Profissão | Nacionalidade  | Observações | Ref |
| ------------- | --------------- | --------- | -------------- | ----------- | --- |
| 4 de Setembro | Tenreiro Aranha | escritor  | Brasil Colônia | m. 1811     |     |

## Mortes
| Data           | Nome             | Profissão                                  | Nacionalidade | Observações | Ref |
| -------------- | ---------------- | ------------------------------------------ | ------------- | ----------- | --- |
| 22 de Setembro | Antonio Genovesi | escritor de filosofia e política econômica | Itália        | n. 1712     |     |